# Frank Farrington
Frank Farrington (Brixton, 8 luglio 1873 – Los Angeles, 27 maggio 1924) è stato un attore statunitense.

## Biografia
Nato a Brixton, in Inghilterra, fu un attore del cinema muto. Nella sua carriera, durata dal 1911 al 1924, girò venticinque film.

## Filmografia
La filmografia è completa. Quando manca il nome del regista, questo non viene riportato nei titoli
- A Slight Mistake, regia di William Humphrey (1911)
- Repentance (1914)
- A Debut in the Secret Service, regia di Frederick Sullivan (1914)
- Beating Back, regia di Caryl S. Fleming (1914)
- The Musician's Daughter (1914)
- The Strategy of Conductor 786 (1914)
- A Mohammedan Conspiracy, regia di Frederick Sullivan (1914)
- Was She Right in Forgiving Him? (1914)
- Pamela Congreve, regia di Eugene Moore (1914)
- The Million Dollar Mystery, regia di Howell Hansel (1914)
- Zudora, regia di Howell Hansel e Frederick Sullivan (1914)
- A Hatful of Trouble, regia di Howell Hansel (1914)
- A Man of Iron, regia di Howell Hansel (1915)
- On the Brink of the Abyss, regia di Sidney Bracey (1915)
- Fashion and the Simple Life (1915)
- Through Turbulent Waters, regia di Duncan McRae (1915)
- The Cossack Whip, regia di John H. Collins (1916)
- The Long Trail, regia di Howell Hansel (1917)
- To Hell with the Kaiser!, regia di George Irving (1918)
- The Scar, regia di Frank Hall Crane (1919)
- The Face at Your Window, regia di Richard Stanton (1920)
- In the Days of Daniel Boone, regia di William James Craft (1923)
- The Clean-Up, regia di William Parke (1923)
- The Courtship of Myles Standish, regia di Frederick Sullivan (1923)
- The Man Who Fights Alone, regia di Wallace Worsley (1924)

## Spettacoli teatrali
- The Girl in the Taxi di Hugh Stanislaus Stange (Broadway, 24 ottobre 1910)